# Bundesautobahn 253
Die Bundesautobahn 253 (Abkürzung: BAB 253) – Kurzform: Autobahn 253 (Abkürzung: A 253) – oder Harburger Umgehung war eine kurze Autobahn im Süden Hamburgs. Sie war mit anderen Autobahnen nur indirekt verknüpft – und zwar über die Wilhelmsburger Reichsstraße (B 4, B 75), die im Norden nahtlos an die A 253 anschloss und ebenfalls vierstreifig, jedoch nicht im üblichen Autobahnstandard ausgebaut war. Diese Straße ging dann ihrerseits nahtlos über in die A 252. Mit der Eröffnung der neuen Wilhelmsburger Reichsstraße östlich der alten Trasse am 6. Oktober 2019 wurde die Autobahn zur B 75 herabgestuft.

## Besonderheiten
Die Ausschilderung auf der Autobahn war zwar wie auf Bundesautobahnen üblich, jedoch wurde die A 253 nie genannt; in Richtung Süden war sie als B 75, in Richtung Norden als B 4 und B 75 ausgeschildert. Auf der A 252 war es dasselbe.
Im Abschnitt zwischen Winsener Straße und Hörstener Straße befindet sich die einzige zweigeschossige Straßenkonstruktion Hamburgs: Unterhalb der aufgeständerten ehemaligen A 253 verläuft die Hannoversche Straße.